# 海洋 (2009年电影)
《海洋》（法語：Océans）是2009年一部法国自然纪录片，由雅克·贝汉执导。

## 拍摄
本片与海洋生物普查组织的科学家合作制作，采用的技术包括用于波涛汹涌的海洋的稳定摄像头、一架可以在没有噪音的情况下接近和拍摄海洋动物的电动微型直升机，以及拖曳在船侧和船侧杆上的水下摄像头等。拍摄耗时五年时间，耗资5500万欧元，在全球50多个拍摄点进行拍摄。

## 发行

### 反响
本片获得了电影评论家的积极评价。在烂番茄上，本片从62条评论中获得了81%的新评价，评论家一致认为“《海洋》为迪士尼自然的图书馆增加了另一个视觉上令人惊叹的章节。”Metacritic对来自主流评论家的顶级评论的0-100进行加权平均，根据20条评论的平均得分为79%。本片的世界版比美国和加拿大版获得了更多的赞誉。

### 票房
本片在#1短暂上映，在上映首日从美国1206家影院获得了2,466,530美元的票房；尽管距离纪录片《地球》的首日总票房数还很远，但以纪录片标准而言仍是一个极好的数字。然而，本片因与同档期《后备计划》和《绝命反击》的竞争以及《驯龙高手》和《约会之夜》的持续成功而略显失色，周五至周日期间的票房收入为600万美元，票房排名第八，略低于《地球》的880万美元，但超过《帝企鹅日记》，斩获纪录片史上第三高的首周票房。尽管一周票房400万余美元，但票房在第二个周末暴跌57%，跌幅比前作更大，从1210家影院获得票房收入共260万美元。本片在一周内票房额外增加200万美元，至第三个周末票房收入增加160万美元，院线扩大到1232家影院并保持在第十位。然而总而言之，本片在美国票房的不如人意，在上映仅85天后于2010年7月15日下线，在美国国内获得了19,422,319美元的票房。
然而，本片在海外获得了63,229,120美元，全球总票房为82,651,439美元，使其在财务上取得了成功。本片在20多个国家上映，创下可观的票房。在日本的首映日票房甚至超过了《阿凡达》。本片于2011年8月12日在中国上映，由姜文配音，由于题材档期宣传等原因，上映开始几天票房爆冷。然而不久该片凭借良好的口碑，在全国的场次逐渐增加，从8月12日全国933场到17日全国1610场，在短短的六天时间里，《海洋》的场次几乎翻番。
本片于2010年10月19日由华特迪士尼工作室家庭娱乐公司发行蓝光光盘和DVD。

## 获奖
- 第36届凯撒奖最佳纪录片奖，获奖